# Apodemus gurkha
Apodemus gurkha е вид бозайник от семейство Мишкови (Muridae). Видът е застрашен от изчезване.

## Разпространение
Разпространен е в Непал.

## Описание
Популацията на вида е намаляваща.